# Claudia Doren
Claudia Doren, de son vrai nom Claudia Strasser (née le 4 novembre 1931 à Neunkirchen (Sarre), morte le 19 février 1987), est une animatrice de télévision allemande.

## Biographie
Elle fait des études de français pour être interprète et suit aussi des cours de théâtre. En octobre 1955, elle intègre la Saarländischer Rundfunk pour être speakerine. En juillet 1956, elle rejoint la NDR puis en décembre 1957, la WDR.
En 1958, elle présente le vote du jury allemand au concours Eurovision de la chanson.
De 1956 à 1966, elle est l'épouse du compositeur Roland Kovac, avec qui elle a deux fils.
Elle a notamment participé au premier des deux épisodes spéciaux Monty Python's Fliegender Zirkus (en) des Monty Python pour l'Allemagne, tourné en 1971 et diffusé en 1972.

## Source de la traduction
- (de) Cet article est partiellement ou en totalité issu de l’article de Wikipédia en allemand intitulé « Claudia Doren » (voir la liste des auteurs).